# رودی فان هوتس
رودی فان هوتس (هلندی: Rudi van Houts؛ زادهٔ ۱۶ ژانویهٔ ۱۹۸۴) دوچرخه‌سوار اهل هلند است.